# Estret de Simpson
L'estret de Simpson és un estret que separa l'illa del Rei Guillem, al nord, de la península d'Adelaida, a Nunavut, al sud. L'estret és un braç de l'oceà Àrtic, i connecta el golf de la Reina Maud amb la conca de Rasmussen. L'estret fa uns 64 quilòmetres de llargada per entre 2 i 10 d'amplada, i conté nombroses illes al seu interior: Albert, Beaver, Boulder, Castor, Chens, Club, Comb, Denille, Dolphin, Eta, Hook, Kilwinning, Pollux, Ristvedt, Saatuq, Sarvaq i Taupe.

## Història
George Back va arribar a l'estret de Simpson el 1834, però no el va nomenar.
El 1836 la Companyia de la Badia de Hudson va potenciar el descobriment i cartografia de les terres més septentrionals d'Amèrica, per la qual cosa van enviar una expedició amb Thomas Simpson i Peter Warren Dease a la zona. Simpson i Dease arribaren a l'estret de Simpson el 1839 i el van nomenar en honor de Simpson.
Roald Amundsen el va creuar el 1903 durant el primer viatge amb èxit a través del pas del Nord-oest.